# 歌謡カヴァーソングス
「歌謡カヴァーソングス」（かようカヴァーソングス）は、はやぶさのファーストミニアルバム。2013年11月27日にビクターエンタテインメントから発売された。

## 収録曲
1. 小樽のひとよ　[3:46]
作詞：池田充男／作曲：鶴岡雅義／編曲：伊戸のりお
(オリジナル歌唱 : 鶴岡雅義と東京ロマンチカ)
2. なみだの操　[3:49]
作詞：千家和也／作曲：彩木雅夫／編曲：伊戸のりお
(オリジナル歌唱 : 殿さまキングス)
3. 愛して愛して愛しちゃったのよ　[3:11]
作詞・作曲：浜口庫之助／編曲：伊戸のりお
(オリジナル歌唱 : 和田弘とマヒナスターズ&田代美代子)
4. 泣かないで　[3:51]
作詞：井田誠一／作曲：吉田正／編曲：前田俊明
(オリジナル歌唱 : 和田弘とマヒナスターズ)
5. よせばいいのに　[3:48]
作詞・作曲：三浦弘／編曲：前田俊明
(オリジナル歌唱 : 三浦弘とハニーシックス)
6. 女の意地　[3:58]
作詞・作曲：鈴木道明／編曲：石倉重信
(オリジナル歌唱 : 西田佐知子)